# Xie Jing
Xie Jing (* 3. Februar 1990 in Nanjing) ist eine chinesische Badmintonspielerin.

## Karriere
Xie Jing wurde 2007 und 2008 Juniorenweltmeisterin. 2008 gewann sie auch die Junioren-Asienmeisterschaft im Damendoppel mit Zhong Qianxin. Im gleichen Jahr war sie bei den chinesischen Meisterschaften im Mixed mit Zhang Nan erfolgreich.

## Sportliche Erfolge
| Saison | Veranstaltung                | Disziplin   | Platz | Name                     |
| ------ | ---------------------------- | ----------- | ----- | ------------------------ |
| 2007   | Junioren-Weltmeisterschaft   | Damendoppel | 1     | Xie Jing / Zhong Qianxin |
| 2008   | Junioren-Weltmeisterschaft   | Damendoppel | 2     | Xie Jing / Zhong Qianxin |
| 2008   | Junioren-Weltmeisterschaft   | Mixed       | 1     | Chai Biao / Xie Jing     |
| 2008   | Junioren-Asienmeisterschaft  | Damendoppel | 1     | Xie Jing / Zhong Qianxin |
| 2008   | China: Einzelmeisterschaften | Mixed       | 1     | Zhang Nan / Xie Jing     |